# Painuanlahti
Painuanlahti är en vik i Finland. Den är en del av Ule träsk och ligger i Vaala i landskapet Kajanaland, i den centrala delen av landet, 500 km norr om huvudstaden Helsingfors.